# Vetro del deserto libico

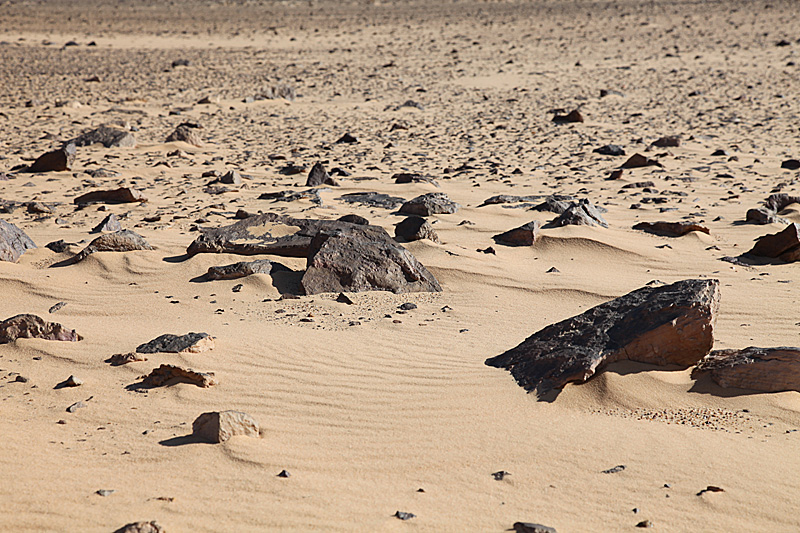
Ambiente di ritrovamento del vetro naturale

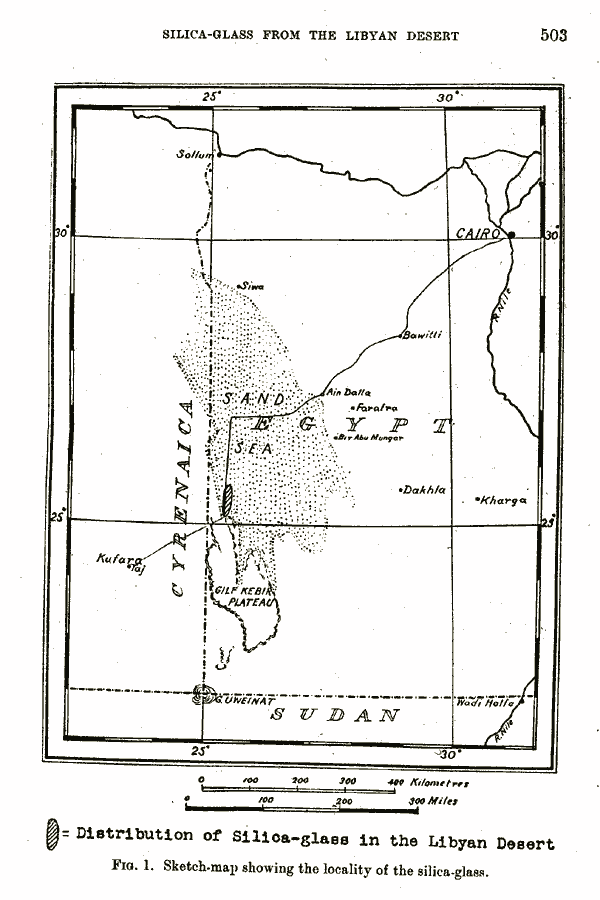
Carta della presenza del vetro del deserto in Libia

Il vetro del deserto libico (o LDG, dall'inglese Libyan desert glass) o silica glass, è un materiale che si trova in alcune aree del Deserto Libico (situato nella parte orientale del Deserto del Sahara), è disperso in territorio egiziano, e in contigue zone oltre il confine libico, verso ovest.

## Descrizione
I frammenti di vetro del deserto possono essere ritrovati su superfici estese anche decine di chilometri. Il vetro, di colore ialino (giallo molto chiaro), quando rinvenuto è spesso reso opalino per la abrasione della sabbia portata dal vento.
La presenza di dune sabbiose mobili porta, nei siti di presenza, alla scomparsa di reperti e l'affioramento di altri, per il movimento della sabbia. 
Il vetro di solito in massa uniforme silicea, in rari casi è stato ritrovato con inclusioni metalliche del tutto anomale, in iridio e osmio. La anomalia consiste nel fatto che tali elementi sono rarissimi sul pianeta; inoltre gli elementi sono presenti in tali inclusioni in isotopi non esistenti nei giacimenti terrestri. Tale fatto indicherebbe che quantomeno tali metalli siano di origine meteoritica.

## Origine geologica
L'origine del vetro del deserto libico è al centro di discussioni nella comunità scientifica, che ha formulato diverse teorie in evoluzione. L'origine meteoritica è stata sostenuta da lungo tempo, e recenti ricerche hanno collegato il vetro alle impattiti, al quarzo vaporizzato e ai metalli meteorici, e comunque ad un cratere da impatto..
Alcuni geologi non associano primariamente il vetro come prodotto da eiezioni di prodotti fusi da impatto vero e proprio, ma con fusioni dovute a radiazione termica originata da esplosioni di uno o più meteoriti a sciame nell'atmosfera. L'ipotesi è stata formata sulla base della formazione di trinitite (vetrificazione di silicio terrestre), riscontrata su sabbia del suolo esposta a radiazioni termiche di esplosioni nucleari sperimentali, considerando la deposizione energetica delle meteoriti come estremamente più elevata.
La formazione del vetro del deserto libico è stata datata a circa 26 milioni di anni fa.

## Utilizzi

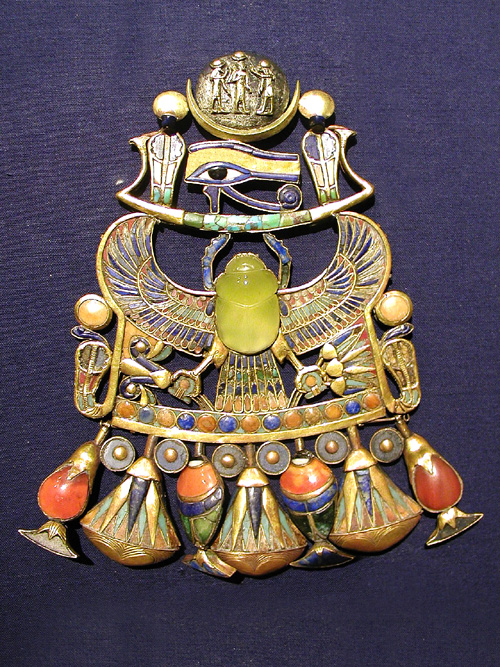
Un pettorale rinvenuto nel sepolcro di Tutankhamon contiene uno scarabeo inciso nel vetro del deserto.

In epoca preistorica fu trattato con tecniche di scheggiatura, e usato per la produzione di strumenti litici durante il Pleistocene.